# Кравченко, Денис Борисович
Денис Борисович Кравченко (родился 17 апреля 1976, Волгоград) — российский государственный деятель, политик, управленец. Депутат Государственной Думы Федерального Собрания Российской Федерации восьмого созыва. Первый заместитель председателя Комитета Государственной Думы по экономической политике.
Лидер партийного проекта «Локомотивы роста», ответственный секретарь бюро Высшего совета, член Высшего совета Всероссийской политической партии «Единая Россия». Действительный Государственный советник Российской Федерации II класса. Член совета ассоциации полярников России (АСПОЛ).
Из-за поддержки российской агрессии во время российско-украинской войны находится под персональными международными санкциями.

## Биография
В 1999 году окончил Санкт-Петербургский государственный политехнический университет, с 1996 года работал в должности заместителя председателя профкома студентов вуза. Позднее возглавлял Студенческий совет Санкт-Петербурга и коалиционное молодёжное правительство города. По окончании вуза работал в нём инженером на кафедре экологических основ природопользования, в 2001 году назначен помощником первого вице-президента СПбГПУ, директором представительства вуза в Москве.
С марта 2002 года — старший референт аппарата депутатского объединения в Государственной Думе фракции «Единство» (в 2003 году вошла в «Единую Россию»).
В 2003 году окончил аспирантуру СПбГПУ, в 2005 году защитил кандидатскую диссертацию на тему «Экономико-экологическое управление системы утилизации твердых бытовых отходов».
С февраля 2004 года работал в аппарате Госдумы по направлению связей с общественностью. В декабре 2007 года назначен заместителем руководителя Государственного комитета по делам молодёжи. В августе 2008 года назначен заместителем руководителя Федерального агентства по делам молодёжи; в том же году избран членом генерального совета «Единой России» и первым заместителем председателя комиссии президиума генсовета по молодёжной политике.
С 2009 года — Председатель Национальной части Молодёжного совета Шанхайской организации сотрудничества (ШОС).
В период 2011—2014 годов — заместитель губернатора Псковской области, отвечал за работу представительства области при федеральном правительстве. С 2011 год присвоен классный чин действительного государственного советника II класса.
С 2015 года — член Экспертного совета Правительства РФ.
С 2014 по 2016 год — заместитель генерального директора «Объединённой ракетно-космической корпорации» по внешним связям, в 2016 году назначен первым заместителем генерального директора — статс-секретарём в АО «ОРКК».
18 сентября 2016 года избран депутатом Государственной думы VII созыва по партийному списку «Единой России» (№ 8 в региональной группе № 22, Московская область).
Во время первого этапа пандемии коронавируса в 2020 году, совместно с Агентством стратегических инициатив на базе Финансового университета Правительства РФ принял участие в создании Центра изучения и мониторинга эффективности мер социально-экономической поддержки промышленности и предпринимательства. Выступал с рядом инициатив по поддержке бизнеса, оборонно-промышленного комплекса, а также инновационных и научных компаний, большинство из которых были поддержаны Правительством РФ.
В 2020 году стал победителем конкурса «Лидеры России. Политика».
19 сентября 2021 года участвовал в выборах депутатов Государственной Думы по списку партии «Единая Россия» (№ 7 в региональной группе № 39, Московская область). 29 сентября 2021 г. получил вакантный мандат по списку партии.

## Законотворческая деятельность
С 2016 по 2025 год, в течение исполнения полномочий депутата Государственной Думы VII созыва и депутата Государственной Думы VIII созыва выступил автором более 90  законодательных инициатив, сопровождал более 100 законодательных инициатив, внесенных Правительством РФ. Автор более 200 поправок к Федеральному Закону «О государственной поддержке предпринимательской деятельности в Арктической зоне Российской Федерации». 

## Международные санкции
Из-за поддержки российской агрессии и нарушения территориальной целостности Украины во время российско-украинской войны находится под персональными международными санкциями разных стран.
23 февраля 2022 года внесён в санкционные списки стран Евросоюза за действия и политику, которые подрывают территориальную целостность, суверенитет и независимость Украины и еще больше дестабилизируют Украину.
24 февраля 2022 года включён в санкционный список Канады «близких соратников режима» за голосование о признании независимости «так называемых республик в Донецке и Луганске».
24 марта 2022 года, на фоне вторжения России на Украину, включён в санкционный список США за «соучастие в войне Путина» и «поддержку усилий Кремля по вторжению в Украину», Госдеп США заявил что депутаты Госдумы используют свои полномочия для преследования инакомыслящих и политических оппонентов, нарушают свободу информации, ограничивают права человека и основные свободы граждан России.
По аналогичным основаниям, с 11 марта 2022 года - под санкциями Великобритании. С 25 февраля 2022 года — Швейцарии. С 26 февраля 2022 года — Австралии. С 12 апреля 2022 года — Японии. Указом президента Украины Владимира Зеленского от 7 сентября 2022 находится под санкциями Украины. С 3 мая 2022 года — Новой Зеландии.

## Семья
Женат, есть две дочки.